# Calyptrocolea falcata
Calyptrocolea falcata là một loài rêu tản trong họ Adelanthaceae. Loài này được (Hook.) R.M. Schust. miêu tả khoa học lần đầu tiên năm 1966.